# Juan Figueras y Vila
Juan Figueras y Vila (Gerona, 15 de julio de 1829 – Madrid, 28 de septiembre de 1881) fue un escultor español.

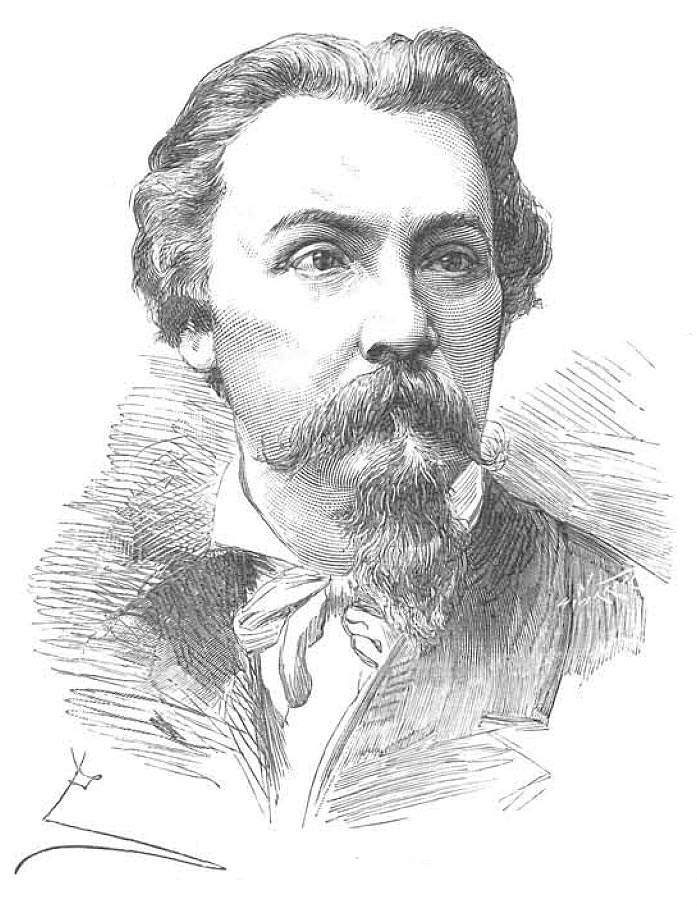
Retrato de Juan Figueras

## Biografía
Hijo de un modesto carpintero inició su formación en el taller y oficio paternos mientras estudiaba en la Escuela Municipal de Gerona. Tras fallecer su padre, quedó bajo la protección de Bartolomé Palau, fraile carmelita exclaustrado, que le enseñó dibujo y lo envió a Barcelona para que se formase en la Escuela de la Lonja. Más tarde se trasladó a Madrid, seleccionado por el escultor de cámara José Piquer y Duart para trabajar de aprendiz en su taller. Al mismo tiempo ingresó como alumno en la Academia de Bellas Artes de San Fernando en la que enseñaba Piquer, el escultor que más influyó en su estilo.
Por oposición ganó en 1858 una plaza pensionada para estudiar escultura en Roma durante tres años. Opositó para la cátedra de escultura de la Escuela de Bellas Artes de Sevilla en septiembre de 1868, resultando el primero de la terna propuesta. Desde 1871, año en que fue designado para el cargo, hasta su muerte, fue catedrático de «Modelado antiguo y ropajes» en la Escuela de Bellas Artes de Madrid.
Murió con 52 años, soltero y sin descendencia. El escritor y periodista Manuel del Palacio le dedicó un soneto titulado «En la muerte de mi querido amigo el escultor Juan Figueras», publicado en La Ilustración Española y Americana y reproducido en la necrológica que le dedicó Enrique Claudio Girbal en la Revista de Gerona.

Supo en el mármol esculpir su gloria

Cual Fidias otro tiempo y Praxitéles; 

Supo sentir, y sus amigos fieles 

No olvidarán su nombre y su memoria 

Virtud, lucha y dolor; hé aquí su historia, 

Escrita al par con llanto y con cinceles; 

Abrojos convertidos en laureles, 

Y al fin la muerte su mejor victoria. 

De eterna inspiración buscando el foco 

Hizo del arte la beldad querida 

Enamorado siempre y siempre loco; 

Mas con pasión tan pura y reprimida, 

Que creyó con su genio darle poco

¡Y para darle más le dio su vida!

Pertenecía al Círculo de Bellas Artes de Madrid, al que legó su pequeña biblioteca.

## Obra
Entre sus obras de importancia se han destacado las siguientes:
- La casta Susana, medalla de 3ª clase en la Exposición nacional de 1856.
- Israelita acometido por una culebra, medalla de 3ª clase en la Exposición nacional de 1860.
- Doña Marina, intérprete de Hernán Cortés.
- Atila y los hunos, bajorrelieve.
- La indiana abrazando el cristianismo, medalla de 2ª clase en la Exposición Nacional de 1862; estatua en mármol que fue adquirida por el Estado y presentada en la Exposición Universal de París de 1867.[1] Al desembalarla se encontró fragmentada, colaborando en su restauración el escultor italiano Pagnucci.[2]
- La esposa, busto en mármol.
- Retrato de señora.Monumento a Calderón en la plaza de Santa Ana de Madrid, obra de Juan Figueras y Vila.[3]

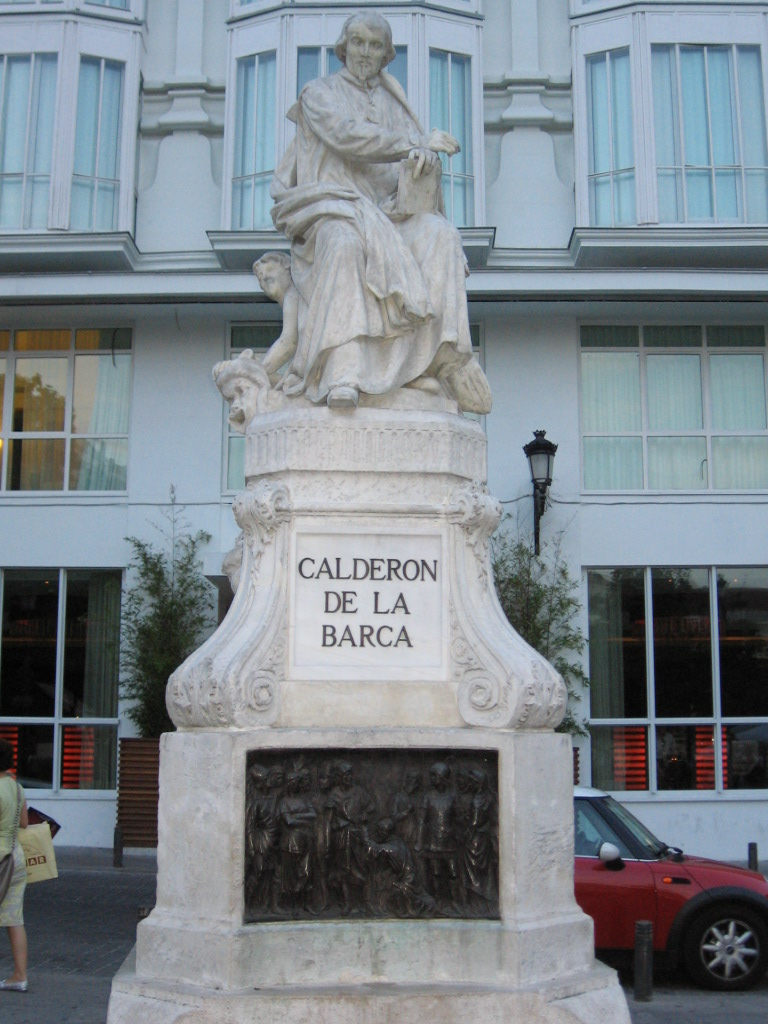
Monumento a Calderón en la plaza de Santa Ana de Madrid, obra de Juan Figueras y Vila.

- El grito de la Independencia, medalla de 2ª clase en la Exposición Nacional de 1864; alegoría inspirada en el sitio de Gerona durante la Guerra de la Independencia, que fue adquirida por el Estado.
- Santa Bárbara.
- Victoria marítima, medalla de 2ª clase en la Exposición Nacional de 1866.
- Busto de señora.
- Gutenberg, obra destinada a un café madrileño.[4]
- Himeneo.
- El gladiador.
- Retrato del marqués de Miraflores.
- Sepulcro del vizconde de Villandrando.
- Antepecho y barandal, para el Palacio del Marqués de Alcañices en Madrid (en colaboración con José Bellver).
- Retrato de Adelardo López de Ayala.
- Retrato de Gustavo Adolfo Bécquer.
- La Gerona, estatua para el mausoleo del general Álvarez de Castro en Gerona.
- Calderón de la Barca, estatua en mármol que realizó en 1876 como pensionado de mérito en la Academia de Roma y que fue cedida por el Estado al Ayuntamiento de Madrid. Es su obra más importante y por la que más se le conoce.
- Cuatro bajorrelieves en bronce titulados La vida es sueño, El alcalde de Zalamea, El escondido y la tapada, y La danza de la muerte, encargados por el Ayuntamiento de Madrid para la base del monumento a Calderón.[5]

## Distinciones
Fue premiado en las Exposiciones Nacionales de Bellas Artes por las esculturas que se indican en la relación de obras.
A propuesta de la Academia de Bellas Artes de San Fernando fue pensionado de mérito en la Academia de Roma.
Se le nombró jurado para la Exposición Nacional de 1881, aunque al parecer no llegó a participar a causa de su salud.
Se le concedió la Encomienda de la Orden de Carlos III por el monumento a Calderón en Madrid.